# Ovalle
Ovalle es una ciudad y comuna del Norte Chico de Chile, capital de la provincia de Limarí, una de las tres provincias en que se divide administrativamente la región de Coquimbo. Se encuentra a orillas del río Limarí, a 403 kilómetros al norte de Santiago, a 90 kilómetros al sureste de La Serena y a 423 kilómetros al sur de la ciudad de Copiapó.
Limita al norte con las comunas de Coquimbo y Andacollo, al este con Río Hurtado y Monte Patria, al sur con Punitaqui y Canela y al oeste con el Océano Pacífico. Su alcalde es Héctor Vega Campusano. Integra el distrito electoral N.º 5 y pertenece a la 5.ª circunscripción senatorial.
Nacida como villa, la ciudad fue fundada en 1831, bajo el gobierno provisorio de José Tomás Ovalle, a quien debe su nombre.
Su clima y territorio son propicios para el cultivo de variados productos hortoagrofrutícolas. Durante el verano, el balneario Los Peñones es el favorito de los residentes, que buscan en sus aguas el refresco a las cálidas tardes
Ovalle es reconocido por las fiestas costumbristas que mantienen vivas las tradiciones, y por celebraciones ligadas a la gastronomía como la Fiesta del Cabrito y la Fiesta de la Vendimia, durante los meses estivales.
Dentro de la ciudad se puede visitar la iglesia San Vicente Ferrer, la Feria Modelo y el Museo Arqueológico del Limarí, que cuenta con cerámicas y utensilios de las culturas Diaguita, Ánimas y El Molle. Tiene un museo ferroviario, un museo pedagógico, y su plaza de armas es considerada una de las más bellas del país.[cita requerida] Desde aquí es posible llegar al Parque Nacional Fray Jorge y a Tongoy y sus alrededores.
Se caracteriza por poseer grandes embalses en sus inmediaciones, como Recoleta o La Paloma. En lo turístico, se puede visitar el monumento histórico Valle del Encanto, el Parque Nacional Fray Jorge, (declarado Reserva Mundial de la Biósfera por la UNESCO) y, en el mes de enero, es posible asistir a la famosa fiesta religiosa del niño Dios de Sotaquí.

## Historia

### Primeras ocupaciones
Los primeros habitantes permanentes de la zona de Ovalle fueron de la Cultura El Molle. Después los diaguitas.
En el 1426 el Imperio Inca invadió estas latitudes, formando por más de 100 años el Collasuyu, bajo gobernador (Apunchic) inka anien representante del imperio incásico del Wamani de Coquimbo. desde aproximadamente 1482 hasta 1536. Se dice que fue elegido directamente por el emperador para ocupar este puesto. Anien junto a Quilacanta, posiblemente, fueron los dos hombres más importantes de origen incásico en el actual territorio de Chile antes de la llegada de Diego de Almagro.

### Conquista española
El Valle del Limarí es parte de la Región de Coquimbo en Chile. Durante el largo período colonial se constituyó en la fuente principal de desarrollo económico del Corregimiento de Coquimbo, cuya capital estaba en la ciudad de La Serena, que había sido fundada por Juan Bohón en 1544 y refundada por Francisco de Aguirre el año 1549.

### Época colonial española
Las tierras de Tuquí (del quechua: “bullicioso” o el mapudungún tüki, olivillo) llamadas más tarde Hacienda Tuqui
fueron por vez primera otorgadas al capitán don Juan de Mendoza y Landa Buitrón, por el entonces Gobernador del Reino de Chile don Martín García Óñez de Loyola, en nombre de su majestad don Felipe II de España por sus servicios de España en fecha de 10 de diciembre de 1598. Esta extensa propiedad limitaban por el sur  con el río Limarí y las Estancias de los Pizarro del Pozo, por el Norte con el hoy denominado estero Ingenio, por el este con el sector Huamalata.

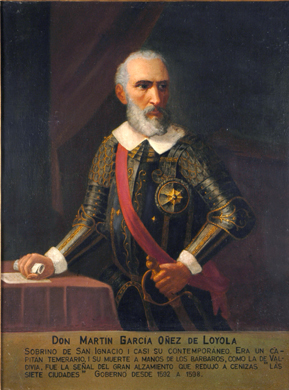
Martín García Óñez de Loyola, Gobernador del Reino de Chile en 1598 otorgó la merced de tierras que años después daría origen a Ovalle.

Años más tarde, estas tierras fueron parte de la dote otorgada a su hija doña María Isabel de Mendoza y Aguirre, al casar con el capitán don Nicolás Niño de Zepeda y Bravo, matrimonio que dotara a su vez a su hija doña María Niño de Zepeda y Mendoza al casar el año 1662 con el maestre de campo don Diego de Rojas-Carabantes y Mundaca. El año 1714 efectúa este su testamento en La Serena declarando la posesión de la dicha estancia de Tuquí.
Su hija, doña Isabel de Rojas-Carabantes y Niño de Zepeda, recibe igualmente en dote estas tierras al casar el año 1725 con don Pedro de Galleguillos y Riberos de Castilla, miembro de la Familia Galleguillos, una rica e influyente familia criolla asentada en el siglo XVI y dueña de extensas estancias y haciendas, encomiendas de indígenas en el sector costero del Valle del Limarí.
Hija única de este matrimonio fue Doña Josefa de Galleguillos y Rojas-Carabantes, quien hereda la referida hacienda, misma que fuera dote en sus dos matrimonios realizados: primero, con don Joaquín de Fuíca y Pizarro, y, después, con don Felipe de Olivares y Sereyn. Sin haber tenido sucesión de ninguno de estos enlaces, dejará en herencia parte de esta hacienda a su sobrino don José María de Campos y Galleguillos, quien fuera casado con doña María de los Dolores Gaviño-Sereno y Rojas-Carabantes.
Testó don José María de Campos y Galleguillos en Tuquí el año 1829, declarando ente sus propiedades la hacienda llamada Tuquí. De aquí la hacienda pasará al poder de su hija legítima doña Micaela Campos y Gaviño, quien en compañía de su esposo don Juan Antonio Perry, cederán parte de estas tierras, el sector llamado de Tuquí Bajo, para el definitivo emplazamiento de la Villa de Ovalle, hecho ocurrido el 21 de abril de 1831.

### Periodo republicano

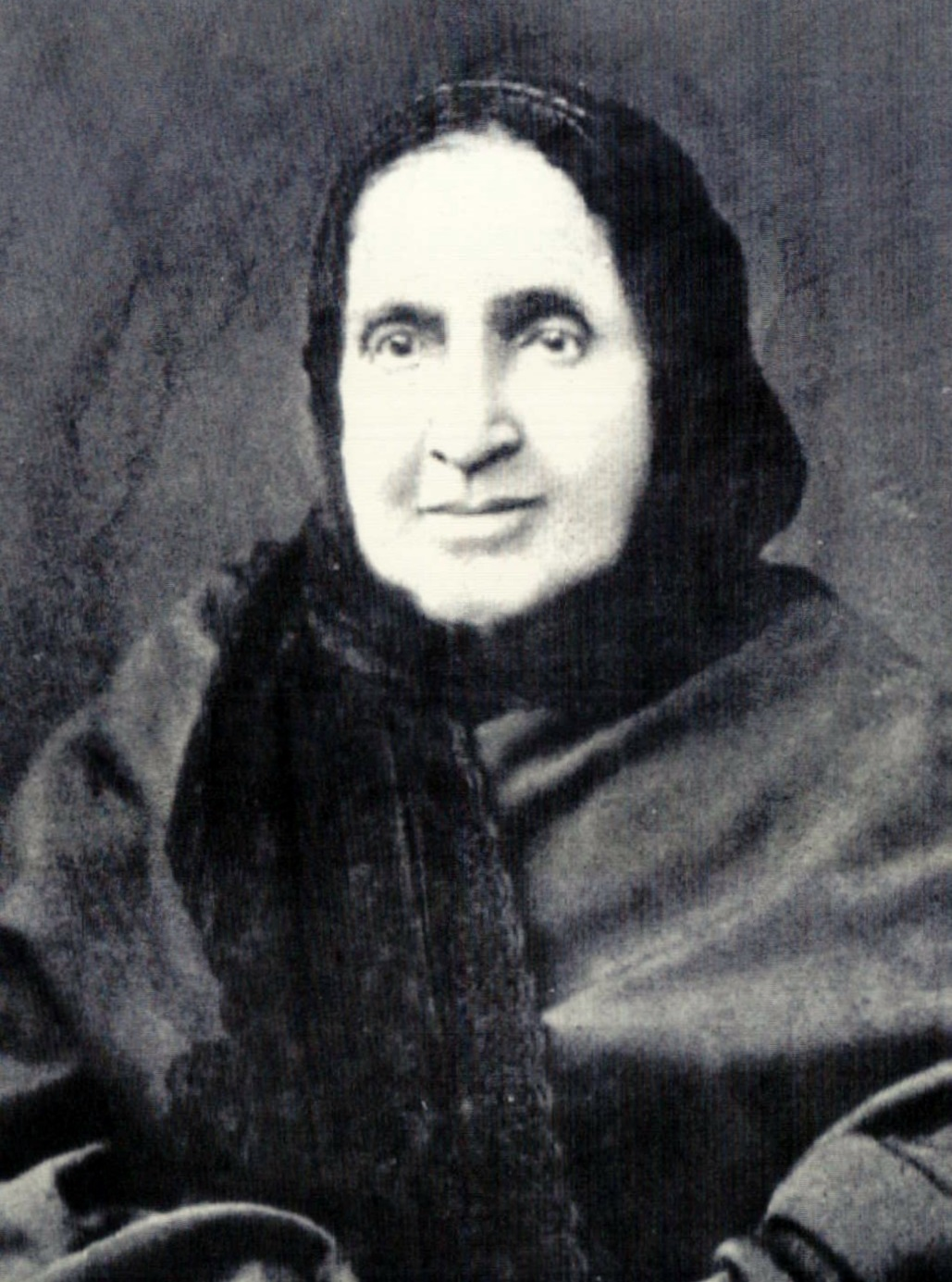
Micaela Campos y Gaviño donó los terrenos donde se fundó Ovalle.

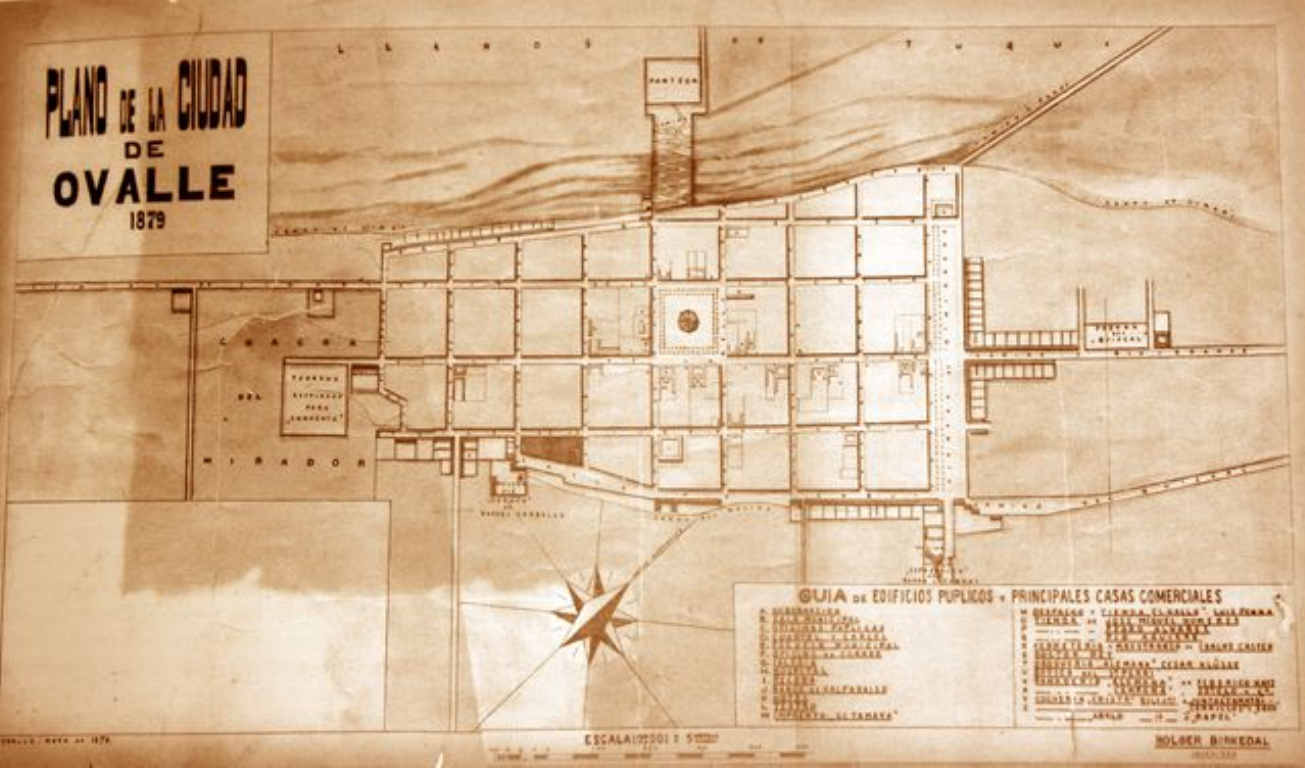
Plano de Ovalle en 1879.

Fue entonces Barraza, el pueblo que ejerció como principal de la comarca hasta 1831. De estos pioneros de origen hispano, y de sus alianzas con los habitantes originarios, procede la matriz agnaticia de los habitantes antiguos del valle del Limarí. En las tierras denominadas Tuqui (voz quechua, “bullicioso”), se levanta esta historia en suelos de indígenas, peones, amos y señores, que se empieza a forjar a casi 300 años después de la llegada de los españoles, prácticamente en los inicios de la República, en 1821 habitaban en el sector alrededor de 2500 personas aproximadamente, terrenos que a priori serían donados por Micaela Campos y Gaviño y su esposo Juan Antonio Perry para la fundación de una villa que debería tener ciertas características que no cumplían los pueblos más antiguos para hacerse cargo del Departamento, el cual, años después, se llamaría Provincia del Limarí.
Tras la disposición de la asamblea provincial de Coquimbo, de contar con un lugar estratégico, equidistante entre la cordillera y el mar (Combarbalá y La Serena), se decidió fundar en estos terrenos lo que se llamaría Villa Ovalle, con fecha 21 de abril de 1831, encabezado por el presidente de dicha asamblea Don Jorge Edwards, plasmado al día siguiente en el decreto de fundación con fecha 22 de abril de 1831 y aprobada por decreto supremo el 7 de mayo de ese mismo año.

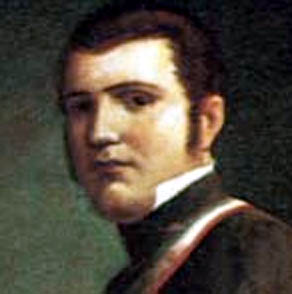
José Tomás Ovalle fue la tercera persona con el cargo de Presidente en ser totalmente civil.

La villa fue nombrada en honor al recientemente fallecido vicepresidente de la república, don José Tomás Ovalle Bezanilla.
De esta forma comenzaron a poblarse las cuarenta cuadras ubicadas en el departamento denominado Ovalle, que en sus inicios tenía como límites “por el norte hasta la cuesta llamada de Peralta o Las Cardas; por el sur deslindado con la línea divisoria con Combarbalá; por el oriente con la cordillera hasta la línea divisoria con Elqui; y por el poniente con en el Mar” (decreto de fundación de Ovalle).
Se nombra a un gobernador, dos alcaldes y un procurador. Es así, como el intendente de la época, don José María Benavente, el 25 de abril nombra a don Francisco Javier Valdivia como primer alcalde y a don Silvestre Aguirre Guerrero como segundo alcalde. En 1832 se contrató al alarife Pedro Coustilhas para delinear las primeras edificaciones de servicios públicos entre ellos el cabildo (municipalidad). 
Luego de consolidarse como tal, Ovalle obtuvo la jerarquía de ciudad por decreto supremo el 31 de diciembre de 1867, durante el gobierno del presidente José Joaquín Pérez Mascayano, quien gobernó el país entre los años 1861 y 1871.
En la actualidad pertenece a la IV Región y es la capital de la provincia de Limarí. Posee un clima propicio para el cultivo de viñedos que dan origen al pisco y al buen vino chileno. Su marcado y verde valle, que contrasta con la cordillera de los Andes, invita a los visitantes a recorrer sus calles y conocer los distintos aspectos turísticos de esta ciudad chilena.
Francisco Astaburoaga escribió en 1899 en su Diccionario Geográfico de la República de Chile : 497  sobre el lugar:

Ovalle.-—Ciudad, capital del departamento de su nombre, situada en los 30° 36' Lat. y 71° 16' Lon. a 80 kilómetros al S. de la ciudad de la Serena y á 139 por la vía férrea, dejando á unos 40 hacia el NO. al puerto de Tongoy. Está asentada en un sitio plano de la ribera norte del Limari á 217 metros sobre el nivel del Pacífico y junto á este río que la provee de abundante agua y riega sus bien cultivados y feraces contornos. Por su lado norte la ciñen unas alturas medianas, que le interceptan la vista hacia ese punto, á donde se halla á moderada distancia el rico cerro mineral de Tamaya. Su población alcanza el número de 5,426 habitantes, distribuida en calles de 12 metros de ancho y de huello plano, cinco de las cuales corren de SE. á NO. que cortan otras ocho ó nueve en ángulos rectos. En el centro tiene una bella plaza con una fuente y jardines, en cuyos costados se hallan su iglesia parroquial y sus edificios públicos. Posee un liceo de segunda enseñanza, escuelas gratuitas, oficinas de registro civil, de correo y telégrafo, un buen hospital, &c.; y es asiento de municipalidad que comprende el territorio de las dos subdelegaciones de su propio nombre. Decretó su fundación la asamblea provincial de Coquimbo el 22 de abril de 1831, lo que se aprobó por decreto supremo del 7 de mayo siguiente; y, aunque se propuso intitularla villa de Tuquí por el nombre indígena que llevaba el valle y especialmente el paraje en que se asentó, se le confirió la denominación de villa de Ovalle, en honor del Vice Presidente Don José Tomás Ovalle, que había fallecido en actual ejercicio del puesto el 21 de marzo de ese año. El título de ciudad la obtuvo el 31 de diciembre de 1867.

Posteriormente, geógrafo chileno Luis Risopatrón lo describe a Ovalle en su libro Diccionario Jeográfico de Chile en el año 1924: : 610 

Ovalle (Ciudad) 30° 36' 71° 13'. Está compuesta de una cincuentena de manzanas, cortadas por calles de 12 m de ancho, orientadas de NE a SW, en un sitio plano, en el que se encuentra la formación de lignita, del curso, superior del rio Limarí; la estación del ferrocarril se halla a 221 m de altitud. Su fundación fué decretada por la Asamblea Provincial de Coquimbo el 22 de abril de 1831, lo que fué aprobado por decreto supremo del 7 de mayo siguientes se le dio el nombre de Ovalle, en honor del Presidente don José Tomas Ovalle i obtuvo el título de ciudad por decreto de 31 de diciembre de 1867. Ha esperimentado un aumento anual de la población de 1,93% en el período de 1895-1907, con una proporción de alfabetos de 51,2% en esta última fecha; se ha anotado en 4 años de observaciones 35,4° C i 2,3° C como temperaturas máxima i mínima i como promedios anuales 15,1° ,C para la temperatura, 15,1° C para la oscilación diaria, 52% para la humedad relativa, 1,6 para la nebulosidad (0-10) i 127,9 mm para el agua caida, habiéndose rejistrado 168 mm de agua caida en 14 dias de lluvia, con 64 mm de máxima diaria, en 1923.

## Demografía

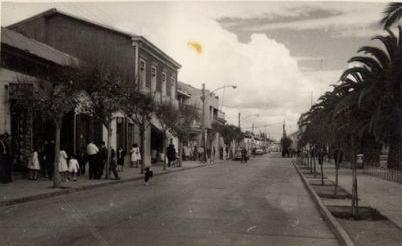
Ovalle a mediados del.

El territorio comunal abarca una superficie de 3.834,5 km². Además de la ciudad propiamente tal, en este territorio se ubican alrededor de 120 localidades rurales, incluidas algunas caletas de pescadores.
La población total comunal en el año 2017 alcanza los 111.272 habitantes, un aumento en comparación con los 98.089 habitantes registrados en la medición de 2002. Del total, 53 619 habitantes corresponden al sexo masculino, mientras que 57 653 lo son del sexo femenino. 
La población se distribuye en 4 localidades urbanas según el censo de 2017; la ciudad de Ovalle, los pueblos de La Chimba y Huamalata, en las inmediaciones de la ciudad, y los pueblos de Sotaquí y Limarí.
| Localidad urbana  | Habitantes (2017) |
| ----------------- | ----------------- |
| Ovalle            | 75 864            |
| La Chimba         | 3944              |
| Sotaquí-El Guindo | 3768              |
| Huamalata         | 1683              |
| Limarí            | 1123              |

Asimismo, la población rural se distribuye en asentamientos a lo largo de las riberas de los ríos Limarí y quebradas y esteros como El Ingenio y Punitaqui. Dentro de las más pobladas se encuentran las aldeas de Cerrillos de Tamaya, La Torre y Nueva Aurora.
| Localidad rural     | Habitantes (2017) |
| ------------------- | ----------------- |
| Cerrillos de Tamaya | 1602              |
| Nueva Aurora        | 686               |
| La Torre            | 653               |
| Llanos de La Chimba | 653               |
| Potrerillos Altos   | 647               |
| Potrerillos Bajos   | 598               |
| Estación Recoleta   | 525               |

## Geografía

### Geomorfología
La comuna de Ovalle se encuentra emplazada en las unidades geomorfológicas de Planicie marina o fluviomarina, Farellón costero, Llanos de sedimentación fluvial o aluvional y Cordones transversales.

#### Terremotos

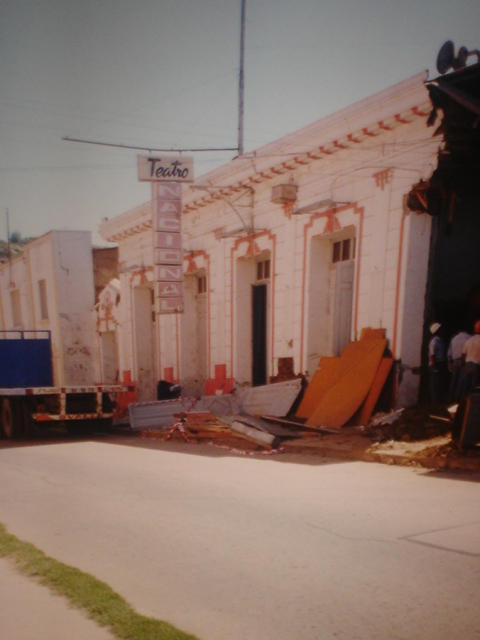
El Teatro Nacional de Ovalle tras el terremoto de 1997.

El terremoto de Ovalle de 1943 fue un sismo registrado el 6 de abril de 1943 a las 12:07 hora local (16:07 UTC). Su epicentro se localizó en la comuna de Ovalle, Región de Coquimbo, Chile, y tuvo una magnitud de 8,3 MS. Hubo 12 víctimas fatales, 49 heridos y 23.250 damnificados.
Aunque el terremoto de Punitaqui tuvo su epicentro en Punitaqui, Ovalle fue muy afectado ya que se encuentra a pocos kilómetros. El sismo registrado el 14 de octubre de 1997 a las 22:03 hora local (1:03 del día 15 UTC) tuvo una magnitud de 7,1 MW.
El terremoto de Illapel de 2015 fue un sismo ocurrido a las 19:54:28 hora local (UTC –3) del miércoles 16 de septiembre de 2015, que alcanzó una magnitud de 8,4 en la escala sismológica de magnitud de momento. El epicentro se ubicó a 42 kilómetros de Canela Baja, a 46 kilómetros de Illapel y a aproximadamente 120 km de Ovalle , en la región de Coquimbo, al norte de Chile. Fue percibido en gran parte del país y en algunas zonas de Argentina, Uruguay y Brasil.

### Clima
La ciudad de Ovalle presenta según la clasificación climática de Köppen un clima semiárido cálido (BSh) con gran oscilación térmica, mientras que en el resto de la comuna se presentan diferentes climas dependiendo de la altura y la cercanía al océano como el clima semiárido (BSk), clima semiárido de lluvia invernal (BSk (s)) y clima semiárido de lluvia invernal e influencia costera (BSk (s) (i)).
Ovalle tiene veranos calurosos y secos, con temperaturas que oscilan entre 22 y 33 °C. Los inviernos son húmedos y frescos, y es cuando se producen las lluvias. Las temperaturas en invierno son generalmente más bajas que en ciudades cercanas como La Serena o Punitaqui, debido a los vientos fríos que vienen desde los Andes a través del valle de Ovalle. Las temperaturas rara vez caen por debajo de los -5 °C.
| Parámetros climáticos promedio de Ovalle | Parámetros climáticos promedio de Ovalle | Parámetros climáticos promedio de Ovalle | Parámetros climáticos promedio de Ovalle | Parámetros climáticos promedio de Ovalle | Parámetros climáticos promedio de Ovalle | Parámetros climáticos promedio de Ovalle | Parámetros climáticos promedio de Ovalle | Parámetros climáticos promedio de Ovalle | Parámetros climáticos promedio de Ovalle | Parámetros climáticos promedio de Ovalle | Parámetros climáticos promedio de Ovalle | Parámetros climáticos promedio de Ovalle | Parámetros climáticos promedio de Ovalle |
| Mes                                      | Ene.                                     | Feb.                                     | Mar.                                     | Abr.                                     | May.                                     | Jun.                                     | Jul.                                     | Ago.                                     | Sep.                                     | Oct.                                     | Nov.                                     | Dic.                                     | Anual                                    |
| ---------------------------------------- | ---------------------------------------- | ---------------------------------------- | ---------------------------------------- | ---------------------------------------- | ---------------------------------------- | ---------------------------------------- | ---------------------------------------- | ---------------------------------------- | ---------------------------------------- | ---------------------------------------- | ---------------------------------------- | ---------------------------------------- | ---------------------------------------- |
| Temp. máx. abs. (°C)                     | 46                                       | 46                                       | 43                                       | 40                                       | 35                                       | 32                                       | 30                                       | 31                                       | 32                                       | 34                                       | 41                                       | 45                                       | 46                                       |
| Temp. máx. media (°C)                    | 35                                       | 32                                       | 30                                       | 27                                       | 22                                       | 17                                       | 15                                       | 19                                       | 22                                       | 24                                       | 28                                       | 32                                       | 25.3                                     |
| Temp. media (°C)                         | 29                                       | 26                                       | 22                                       | 17                                       | 13                                       | 11                                       | 9                                        | 12                                       | 14                                       | 19                                       | 23                                       | 26                                       | 18.4                                     |
| Temp. mín. media (°C)                    | 23                                       | 21                                       | 18                                       | 14                                       | 8                                        | 6                                        | 4                                        | 6                                        | 9                                        | 14                                       | 18                                       | 21                                       | 13.5                                     |
| Temp. mín. abs. (°C)                     | 15                                       | 12                                       | 7                                        | 0                                        | -8                                       | -11                                      | -17                                      | -16                                      | -3                                       | 2                                        | 2                                        | 5                                        | -17                                      |
| Lluvias (mm)                             | 2                                        | 9                                        | 16                                       | 20                                       | 40                                       | 60                                       | 48                                       | 21                                       | 13                                       | 8                                        | 0                                        | 0                                        | 237                                      |
| Humedad relativa (%)                     | 68                                       | 69                                       | 72                                       | 76                                       | 77                                       | 82                                       | 82                                       | 82                                       | 79                                       | 74                                       | 70                                       | 67                                       | 74.8                                     |
| Fuente: Weatherbase                      |                                          |                                          |                                          |                                          |                                          |                                          |                                          |                                          |                                          |                                          |                                          |                                          |                                          |

### Hidrología
Esta comuna se halla entre las cuencas hidrográficas de Costeras entre río Elqui y río Limarí, Costeras entre el río Limarí y río Choapa, río Choapa y río Limarí. Además, la comuna posee diversos cuerpos de agua, entre los que se destacan la laguna Embalse Cerrillos, laguna Embalse Concepción y laguna Embalse Santa Rosa; y río Grande, río Hurtado y río Limarí.

## Medio ambiente

Trazado simplificado de los ecosistemas y cuerpos de agua presentes en la comuna de Ovalle.

### Componentes bióticos
Dentro del territorio de la comuna se pueden hallar los siguientes ecosistemas:
- Matorral desértico mediterráneo costero donde predominan Bahia ambrosioides y Puya chilensis (Vulnerable)
- Matorral desértico mediterráneo costero donde predominan Oxalis virgosa y Heliotropium stenophyllum (Preocupación menor)
- Matorral desértico mediterráneo interior donde predominan Flourensia thurifera y Colliguaja odorifera (Preocupación menor)
- Matorral desértico mediterráneo interior donde predominan Heliotropium stenophyllum y Flourensia thurifera (Preocupación menor)

### Medidas de protección ambiental y conflictos socioambientales
Hasta 2022, la comuna de Ovalle cuenta con las siguientes zonas que poseen algún nivel de protección ambiental:
- Bosque Fray Jorge (Reserva Biósfera)[23]
- Cerro Talinay (Sitios ERB)[24]
- Desembocadura Río Limarí (Sitios ERB)[25]
- Humedal del Río Limarí desde Salala hasta su desembocadura (Sitio Ramsar)[26]
- Parque Nacional Bosque Fray Jorge (Parque Nacional)[27]
- Santuario de la Naturaleza Desembocadura Río Limarí (Santuario de la Naturaleza)[28]

## Administración

### Municipalidad
La Ilustre Municipalidad de Ovalle es dirigida por el alcalde Héctor Vega Campusano tras haber obtenido la mayoría de votos en las elecciones de octubre de 2024 y tomó posesión del cargo el día 6 de diciembre de 2024.
Su concejo municipal está compuesto por los siguientes concejales:
- Ricardo Rojas Vergara (PCCh)
- Víctor Lara Ramírez (Ind.)
- Teodosio Guerrero Cruz (RN)
- Fanny Vega Araya (PCCh)
- David Álvarez Lara (RN)
- Armando Mondaca Contreras (Ind.)
- Víctor Venegas Aracena (PRCH)
- Cristián Rojas Molina (DC)

### Representación parlamentaria
Ovalle pertenece al distrito electoral n.º 5 y a la 4.ª circunscripción senatorial (Coquimbo). Es representada en la Cámara de Diputados y Diputadas del Congreso Nacional por las diputadas Nathalie Castillo (PCCh) y Carolina Tello (FA), así como también por los diputados Daniel Manouchehri (PS), Marco Antonio Sulantay (UDI), Ricardo Cifuentes (PDC), Juan Manuel Fuenzalida (UDI) y Víctor Pino (D). A su vez, es representada en el Senado por los senadores Daniel Núñez Arancibia (PCCh), Sergio Gahona Salazar (UDI) y Matías Walker Prieto (D).

## Economía
La ciudad se ubica en el centro del Valle de Limarí, el cual tiene gran importancia agrícola, siendo el más productivo de los valles transversales. La clave de su alta productividad está en su sistema de irrigación artificial, regulado por los embalses La Paloma, Recoleta y Cogotí, que compensan la baja pluviometría de la zona y permite el uso económico y eficiente del agua.
En 2018, la cantidad de empresas registradas en Ovalle fue de 1.584. El Índice de Complejidad Económica (ECI) en el mismo año fue de 0,76, mientras que las actividades económicas con mayor índice de Ventaja Comparativa Revelada (RCA) fueron Cultivo de Uva destinada a Producción de Pisco y Aguardiente (199,99), Elaboración de Bebidas Alcohólicas (82,28) y Cultivo de otras Oleaginosas (56,39).

### Sector agropecuario
Las principales actividades económicas de la comuna están vinculadas al sector agropecuario, principalmente la agricultura y la crianza de ganado caprino. En sus alrededores se cultiva la vid, produciendo uvas pisqueras (que son usadas para la elaboración de pisco chileno) y uvas de mesa (para consumo interno y exportación), olivos, damascos, duraznos, higos, paltos, ciruelas, alcachofas, chirimoyas, papayas y cítricos y, en menor medida, otras frutas y hortalizas. Con varias de aquellas frutas, se producen en forma artesanal mermeladas, jarabes, jugos y pasteles. y en la ganadería caprina, especialmente para la elaboración de lácteos derivados de la leche de cabra. Concentra el 50% de dichas actividades a nivel regional. La ciudad de Ovalle, en tanto, se sustenta en los servicios y el comercio, y es allí donde convergen los pequeños y medianos productores de localidades rurales a comercializar sus productos.

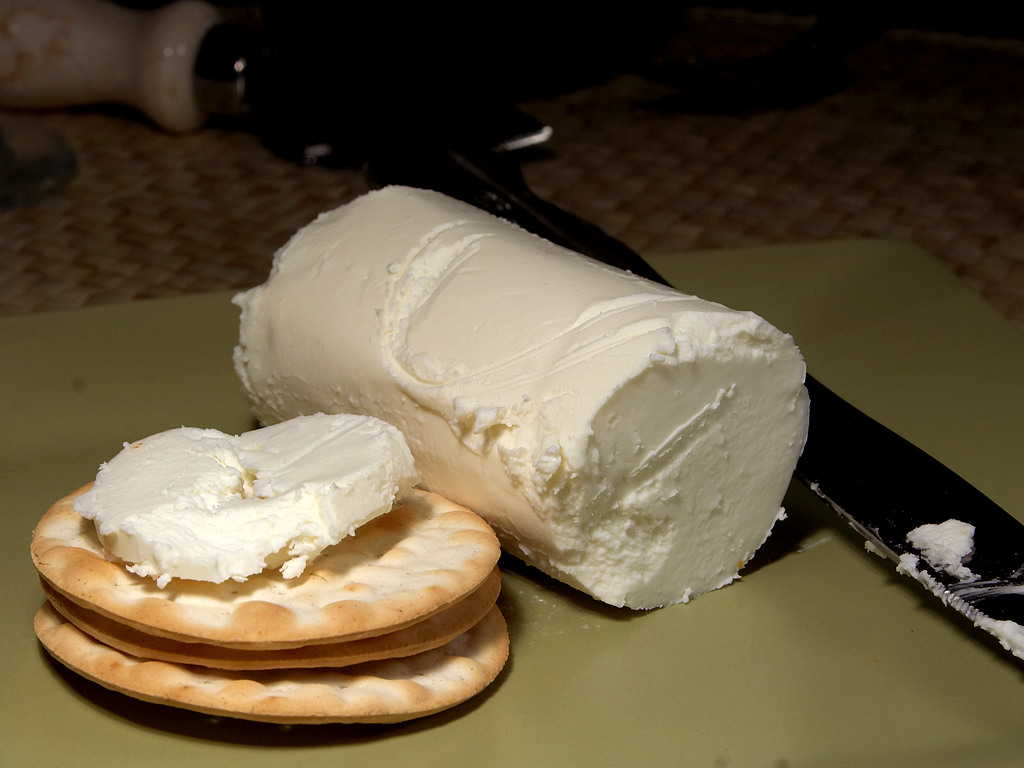
Queso de cabra.
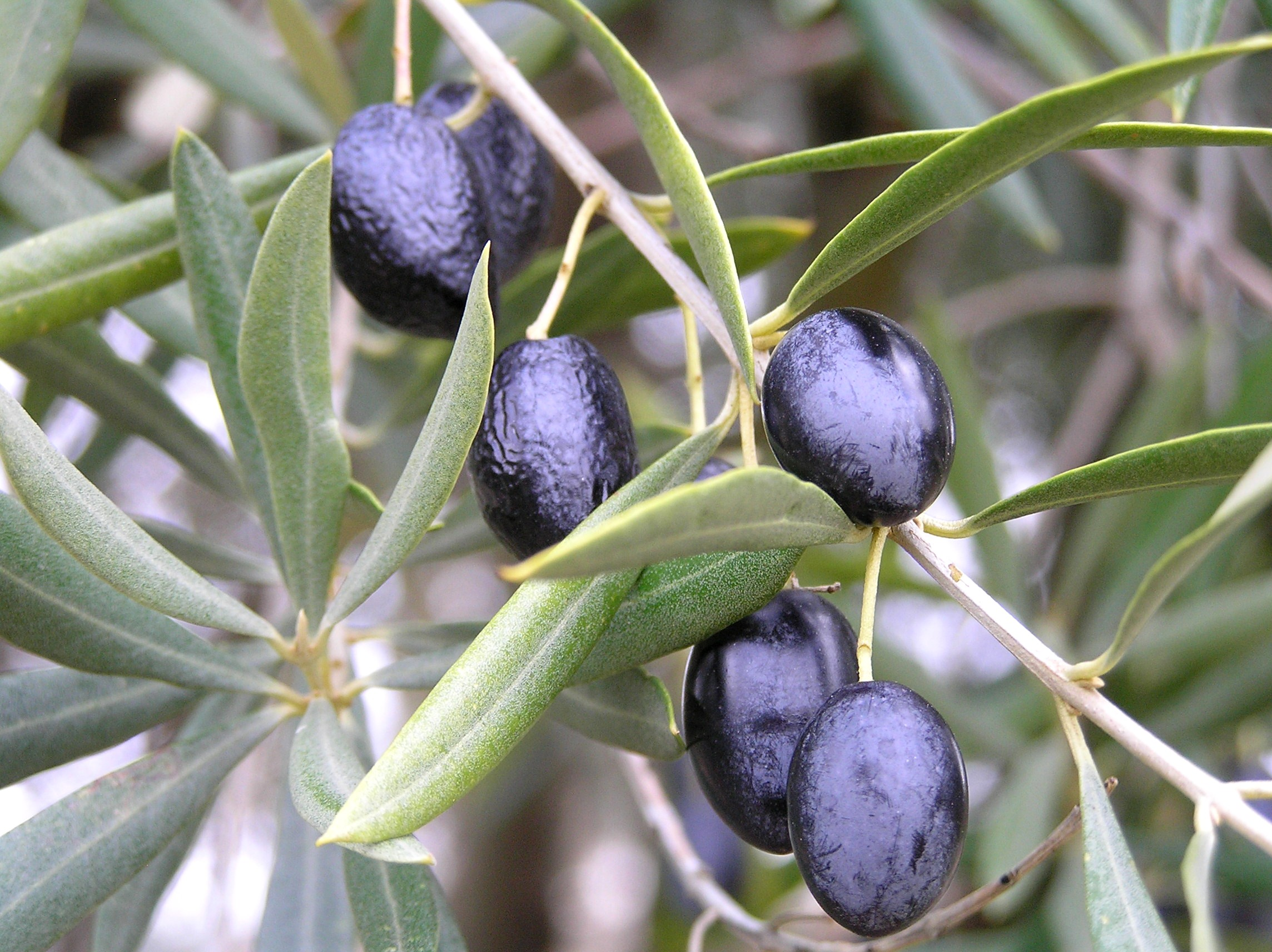
aceitunas maduras para consumo fresco y elaboración de aceite de oliva.
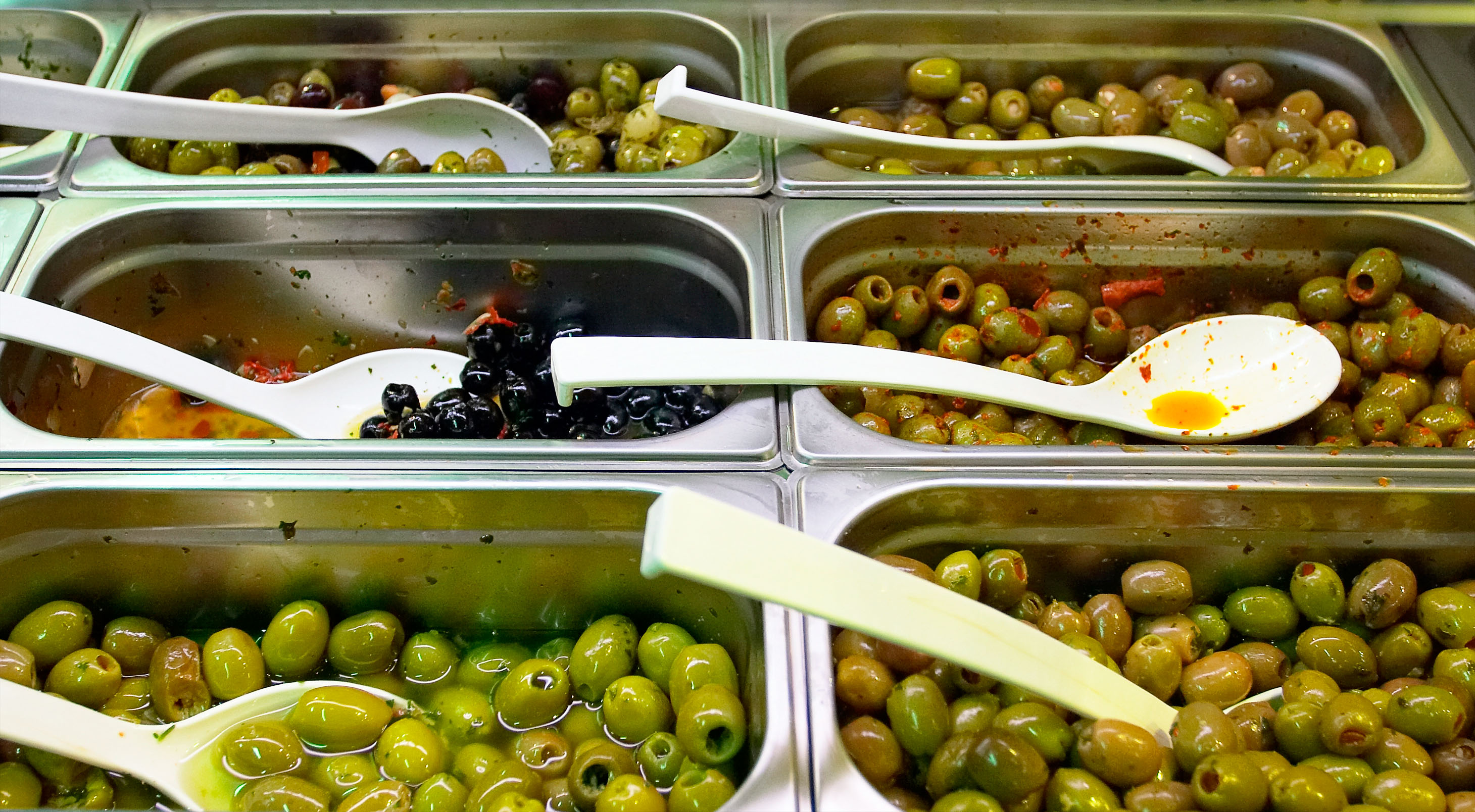
Variedad de aceitunas marinadas.
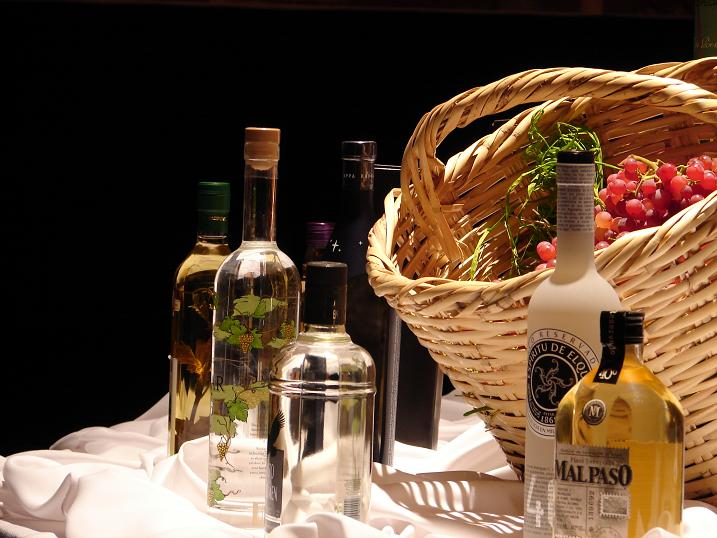
Botellas de pisco chileno, de diversas marcas producidas, algunas producidas en el valle del Limarí.

### Energías renovables
Ovalle posee un gran potencial en generación de energías renovables, desde hace décadas se ha generado en los embalses la energía hidroeléctrica, a la que se suman en los últimos años la energía eólica y solar. Es por esto que dentro del área comunal se han construido parques eólicos y solares para contribuir en la generación del sector eléctrico en Chile. Los parques eólicos de la comuna tienen una alta potencia bruta de generación eléctrica: El Parque eólico El Arrayán (115 MW), el Parque Eólico Los Cururos (109,6 MW) y el Parque eólico Talinay Oriente (90 MW).

## Servicios públicos

### Educación
La ciudad de Ovalle cuenta con varias escuelas, colegios, y liceos. Algunos de ellos son:
- Colegio Amalia Errazuriz, un colegio privado con excelencia académica.
- Colegio San Juan Bautista, uno de los más grandes de la ciudad, cuenta con grandes jardines y está enclavado en lo alto del cerro.
- Colegio La Providencia, colegio exclusivamente de niñas.
- Colegio San Viator de Ovalle, originalmente llamado "El Salvador" fundado por los Padres Franciscanos Belgas, los que en 1980 cierran su presencia en Ovalle, entregando en comodato la parroquia y colegio a una congregación más pequeña, que cambia el nombre del establecimiento al de "San Viator".
- Colegio Fray Jorge, colegio público mixto.
- Colegio Santa María Eufrasia, ex Colegio Cardenal Caro.
- Colegio Santa María de Ovalle, establecimiento educativo, en la actualidad es mixto.
- Liceo Estela Ávila Molina de Perry, conocido también como Liceo A-12 o Liceo de niñas, a pesar de que en la actualidad es mixto.
- Liceo Bicentenario Alejandro Álvarez Jofré, conocido como Liceo A-9 o Liceo de hombres, en la actualidad es mixto.
- Liceo Politécnico de Ovalle, liceo técnico mixto.
- Colegio Pucará, colegio mixto con excelencia académica.
- Colegio Tamelcura, colegio mixto con excelencia académica.
- Colegio Dalmacia, el saber te eleva.
- Escuela Manuel Espinoza López, escuela con excelencia académica hasta marzo de 2023.
- Espacio Educativo Algarrobo, La primera Escuela Libre de Ovalle.

## Cultura

### Escudo

Escudo de la comuna de Ovalle.

El escudo heráldico fue diseñado por don Fernando Álvarez de Toledo, en mayo de 1960 y el decreto N.º 158 lo detalla así:

..."Es un campo de oro, una barra ondeada de azul, símbolo del río Limarí, acompañada arriba por un león rampante de púrpura coronado de oro, con una pluma de oca blanca en la mano, en actitud de estar escribiendo, en homenaje al poeta de Chile, don Víctor Domingo Silva, ilustre hijo de esta región, abajo un pico y un combo de gules (blasón blanco formado por sotuer, pieza honorable que ocupa el tercero de un escudo y tiene forma de aspa) emblema de la minería.

Además, una bordura cosida de plata, con hojas de higuera, de sinople (blasón verde) que es el árbol heráldico del Norte Verde y como timbre, la corona mural de oro, de las municipalidades de Chile...".

### Encuentro Iberoamericano de Teatro
En Ovalle desde 2005 se lleva a cabo el Encuentro Iberoamericano de Teatro, en el cual han participado naciones como Uruguay, Bolivia, Argentina, Brasil, República Dominicana, Canadá, España y Chile, entre otras. Marcelo Saavedra, miembro de la agrupación Exhumos Teatro, ha sido el director de este evento, que se organizó como "una forma de hacer réplica a la RIDAE (Red Iberoamericana de Artes Escénicas) la cual se creó en octubre de 2004, en la provincia de Misiones, República Argentina" señala el actor.
El encuentro de teatro tiene como sede el ex Teatro Nacional (ahora Teatro Municipal), la Plaza de Armas de la comuna y el salón auditorium. Además, desde 2010 se celebra el Encuentro Internacional de Monte Patria, el cual se coordina desde la sede central del evento, en conjunto con la casa consistorial de aquella comuna y con un equipo de gestores culturales.

### Teatro Municipal de Ovalle
Uno de los proyectos culturales más importantes de los últimos años ha sido la compra del ex Teatro nacional y remodelación finalizada en diciembre de 2012. En 2007, el Teatro Municipal pasó a manos de la municipalidad y la segunda parte del proyecto contempló la remodelación total del edificio, con la implementación de una sala de cine multiuso polivalente, albergando actividades de teatro, música clásica, ballet, conciertos de música popular y conferencias. También consideró la adecuación y remodelación del espacio para un óptimo sonido, acorde a los usos; actualmente el Teatro Municipal se encuentra abierto y apto para presentaciones.

### Arqueología y mística
En la tierra de chamanes y encantos, enclavada entre cerros y quebradas existen testimonios de un pasado silencioso e inverosímil que narran antiguos rituales y creencias arcaicas de conexiones con seres místicos y espirituales que quedaron forjadas en las rocas como claves de una historia que se resiste a ser olvidada. Es así, que en cada paso de esta zona nos encontramos con mensajes de Molles, Diaguitas, Mapuches e Incas que existieron en estos suelos y que dejaron su legado diseminado como parte de un puzle esperando ser descifrado.
El Patrimonio Arqueológico de la Comuna de Ovalle, se expresa en la variedad y riqueza, calidad y cantidad, de petroglifos, pictografías cerámicas y piedras tacitas, muchos de los cuales se encuentran ubicados en sitios místicos, tal como Valle del Encanto.
Otro sitio importante e imperdible de visitar es el Museo Arqueológico del Limarí que alberga una valiosa colección de piezas, principalmente cerámicas, pertenecientes a las culturas Molle, Animas y Diaguitas, quienes habitaron el norte semiárido chileno durante nuestra prehistoria. Dichas piezas fueron encontradas en diferentes excavaciones realizadas en la comuna, donde se destacan las cerámicas de ceremonias fúnebres encontradas en el actual Estadio de fútbol y atletismo de la ciudad denominado Estadio "Diaguita" de Ovalle.

### Vinos y piscos

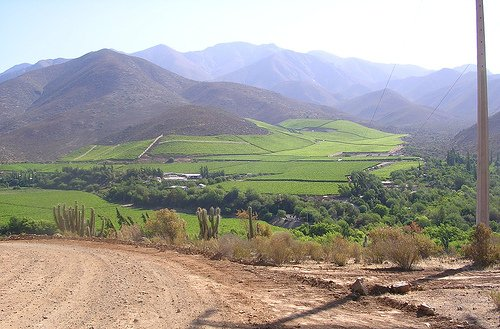
Viñedos en las cercanías de Monte Patria, cerca de Ovalle, Valle del Limarí.

El Valle del Limarí es una tierra fértil para la producción de vinos y piscos, es una de las zonas del país en donde se produce la mayor cantidad de uva pisquera es por ello que se debe promover y posicionar los productos típicos de la provincia del Limarí potenciando en especial piscos y vinos.
El valle del Limarí es una de las zonas del país donde se produce la mayor cantidad de uva pisquera, el valle se destaca por sus verdes claro por los Sauvignon Blanc, verde oscuro brillante por los Chardonnay y los Cabernet, y verde suave por los parronales de uva de mesa, es una tierra fértil para la producción de vinos y piscos. El clima es factor preponderante para la calidad de los vinos; fresco cerca de la costa, caluroso moderado al centro y más caliente a 60 o 70 kilómetros del mar, creando ambientes apropiados para diversos tipos de vinos. Aquí se dan muy bien los tintos, porque en las cotas más altas la uva puede dejarse madurar hasta el final, sin temor a que lluvias de verano puedan afectarlas. Y más abajo, los Chardonnay y otros blancos son de gran calidad gracias a la temperatura fría que aporta el clima marítimo. En el valle se destacan siete viñas que son Francisco de Aguirre, Tabalí, Tamaya, Farr, Ocho Tierras, Maycas del Limarí, Concha y Toro, y productora Pisco Mal Paso y Pisco Ovalle.
Las Viñas Tabalí y Tamaya tienen un espacio para recibir a los turistas con microcircuitos para la observación arqueológica y de naturaleza y degustación de las mejores cepas. Gracias a esto la Compañía Pisquera de Chile S.A. nace en marzo de 2005 de la asociación entre CCU y Cooperativa Agrícola Control Pisquero de Elqui y Limarí Limitada (Control). Compañía Pisquera de Chile S.A. (CPCh) es uno de los principales actores en la industria del Pisco, ofreciendo un variado portafolio de marcas compuesto por Pisco Mistral, Tres Erres, Campanario, Ruta Norte, Control y La Serena. CPCh tiene una fuerte presencia en el segmento de los sours y los piscos Prémium.

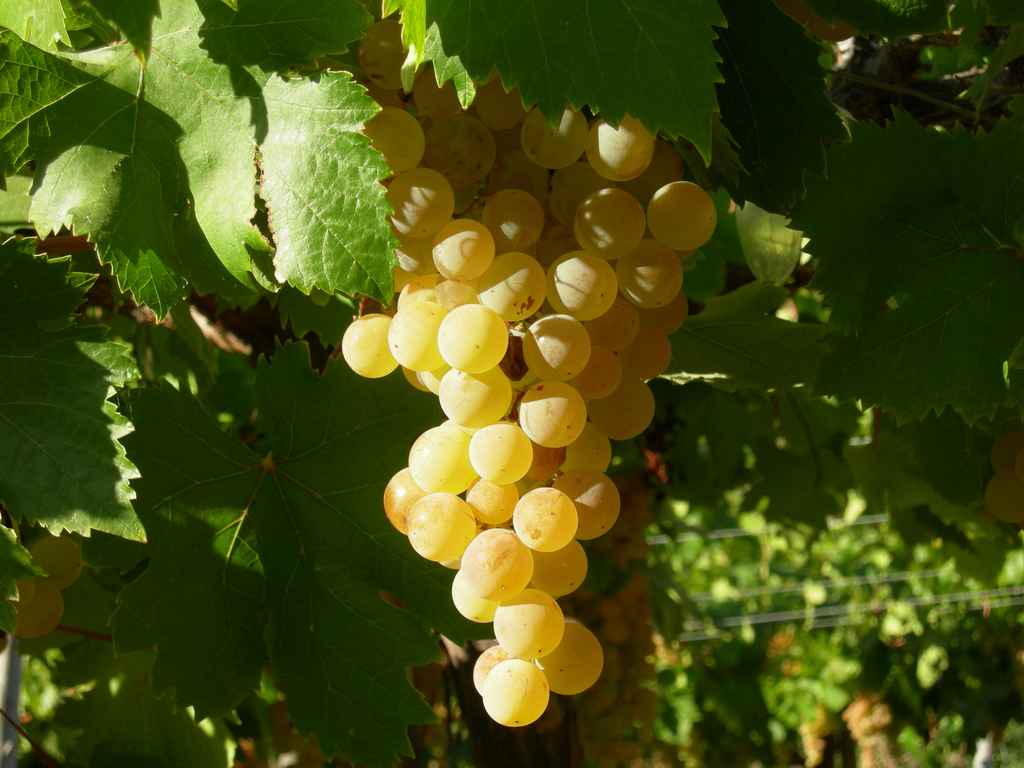
Uva pisquera chilena.

- Clima: El clima templado que hace que en verano las temperaturas bordeen los 26.º - 28 º, las precipitaciones registran 100 mm anuales como promedio histórico, esto ayuda a una maduración tranquila y prolongada de la uva.

- Suelos: Existen dos tipos de suelos totalmente diferentes, uno en la ribera Sur ( Viña Tabalí y Maycas) de origen aluvial, al frente, aluvio – coluvial (Tamaya y Ocho Tierras), en ambos lechos de suelos existe un elemento común, La Calcita o Carbonato de Calcio que otorgan acidez y aromas suaves y aportan mineralidad a los vinos.

- Luminosidad: Los cielos más diáfanos de la Región estimulan la brotación temprana esto ha ayudado a que los vinos blancos se den de mejor forma siendo los Chardonnay y Sauvignon Blanc, siendo ganadores de premios y aparecen en revistas especializadas y revistas.

## Lugares de interés

### Parque nacional Bosque Fray Jorge

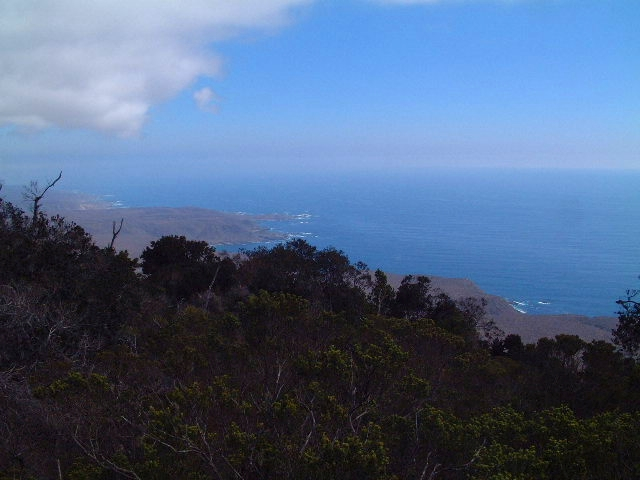
Vista del parque nacional Fray Jorge.

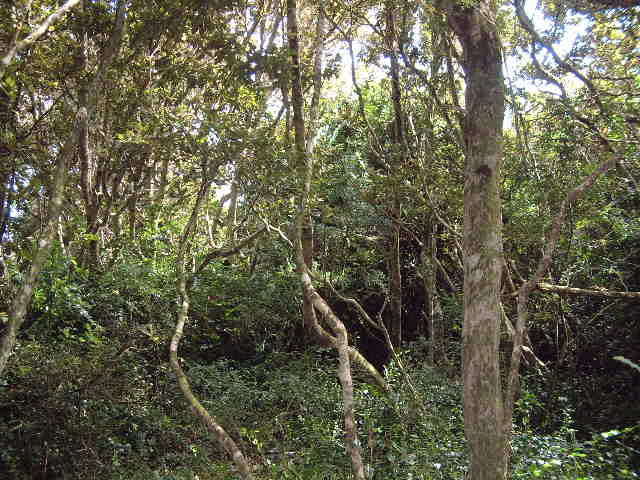
Bosque de olivillo.

Su singularidad y extraordinaria belleza hacen de este parque un lugar ideal para la observación de la vida silvestre y para la realización de actividades ecoturísticas tales como el excursionismo y las cabalgatas. El Bosque Fray Jorge representa una verdadera reliquia natural, un bosque hidrófilo relicto del período cuaternario, vale decir, que es una muestra de lo que fue el, hoy, desierto de Atacama, el más árido del mundo, en la última glaciación ocurrida hace más de 30 000 años, cuando los bosque húmedos se distribuían hasta latitudes bastantes bajas.
El Parque se encuentra ubicado en la región del complejo montañoso andino-costero denominado "Altos de Talinay". Las mayores alturas sobre el nivel del mar son el cerro Mozambique (560 m s. n. m.), el cerro Centinela (556 m s. n. m.) y el cerro El Viento (667 m s. n. m.).
El único recurso hídrico del parque es el río Limarí que se encuentra a 10 km de la Administración del Parque. En este parque existe el Bosque Húmedo del tipo Valdiviano, cuya extraordinaria existencia en estas latitudes es causada por la permanente neblina costera que da origen a un microclima apto para el desarrollo de olivillos, canelos, arrayanes, helechos y enredaderas (medallita). Estas especies se pueden observar en los sectores altos de la reserva.
Otras especies características de la flora del parque son: varilla brava (Adesmia spec.), guayacán (Porlieria chilensis), alcaparras (Senna spec.), cactus y uvillos visibles al costado del camino, desde el portón de entrada, al pie del cerro. Maitenes, romeros y huiganes en la Quebrada Las Vacas. El papayo silvestre se encuentra en los sectores cercanos a la Administración, en la quebrada Las Lechuzas, en la ribera del Río Limarí y en el litoral del Parque. y si viaja en primavera y dependiendo de la cantidad de lluvia caída durante el año, se pueden ver añañucas, azulillos, lirios del campo y cebollines en todo el Parque y a ambos lados del camino al bosque.
La fauna del parque está representada principalmente por aves. En la parte baja del parque, principalmente en los sectores de Aguadas, Quebrada Las Vacas, Agua Las Cabras y la Administración, se pueden observar perdices, codornices, loicas, tordos, diucas, picaflores y tencas. Las águilas, son visibles desde el portón de entrada al sector Casa El Mineral, y los tucúqueres, alrededores de la Casa de Administración, en el área de pícnic, La Casa El Mineral y La Guanaca. En este último sector y en El Mineral, es posible observar lechuzas.
Los zorros se encuentran en todos los sectores del parque. Los lugares de mayor belleza que se pueden visitar en el parque son el sendero de Interpretación del Bosque Hidrófilo. Se encuentra a 10 km del Centro de Información Ambiental del Parque. Permite recorrer la estructura del bosque Hidrófilo y los factores que favorecen su conservación en un ambiente.

### Monumento natural Pichasca
Ubicado en las cercanías de Ovalle, cuenta con los vestigios arqueológicos más antiguos de la zona, donde es posible apreciar troncos de bosques petrificados, huesos de animales prehistóricos como el Antarctosaurio y el Tytanosaurio y rastros de asentamientos humanos de alrededor de 8000 años de antigüedad. Al avanzar se descubre la "Quebrada La Cantera" con fuerte presencia de piedra laja, y "La Cueva del Diablo" una antigua mina de pique sobre la que existen diversas leyendas relacionadas con su "guardián".

### Valle del Encanto

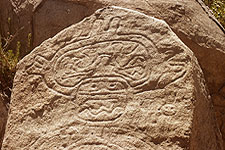
Petroglifos en el Valle del Encanto.

En la zona se encuentra un antiguo asentamiento indígena en el que permanecen importantes vestigios arqueológicos como petroglifos, pictografías, piedras tacitas o morteros.
Este lugar fue descubierto arqueológicamente en el año 1946 y fue declarado monumento histórico nacional el 5 de febrero de 1973.
El Valle del Encanto recibió su nombre al conocerse diversas leyendas que dicen que el lugar estaría encantado, Observarlo, visitarlo, nos hace retroceder en el tiempo y participar en las ofrendas que los primitivos habitantes de la zona realizaban a sus dioses.
Era un lugar donde concurrían cazadores y pastores, aprovechando las excelentes condiciones que posee, principalmente la existencia de agua permanente en su lecho, incluso en años secos.

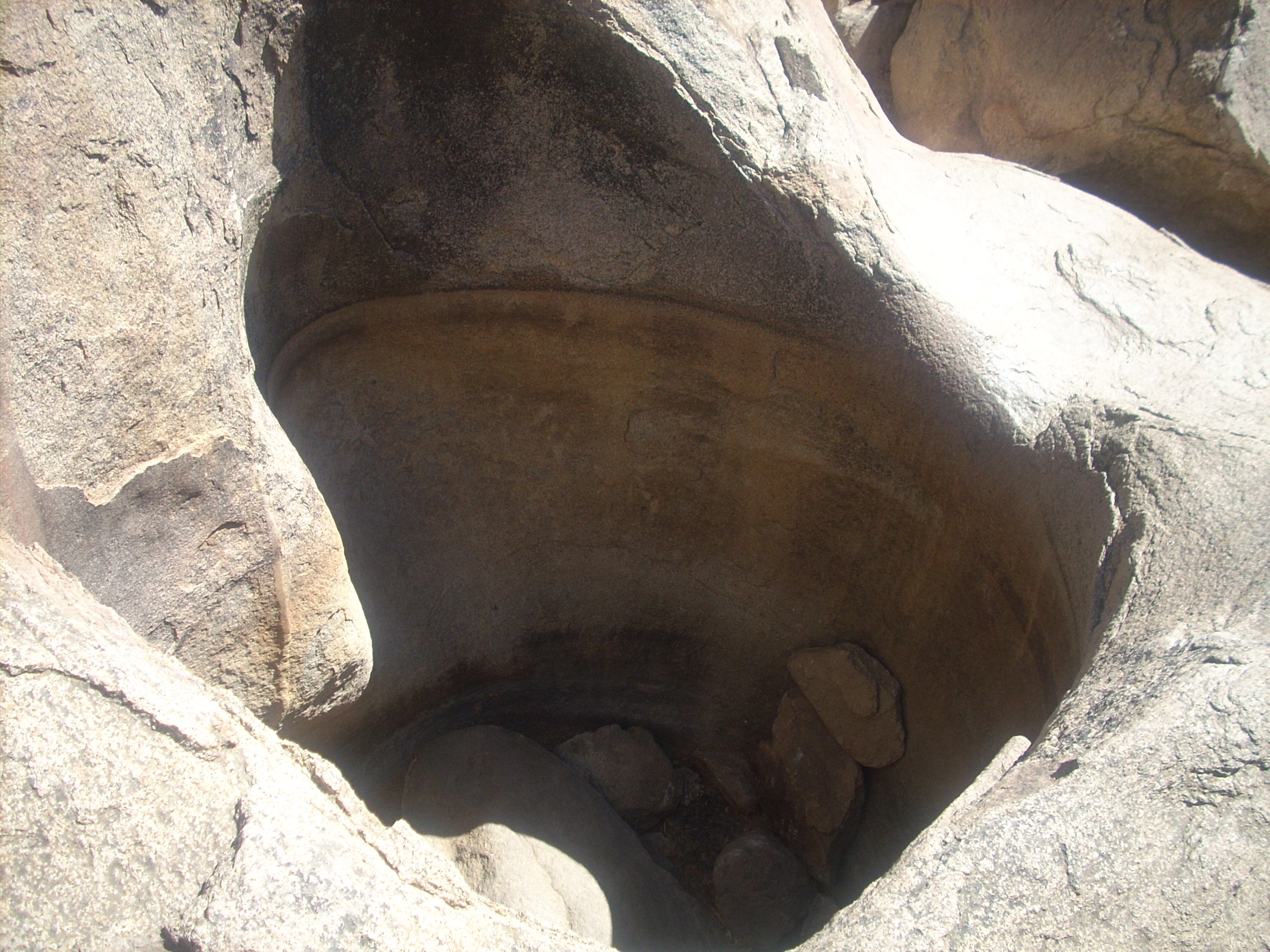
Los baños del Inca en el Valle del Encanto.

Las excavaciones en el Valle del Encanto han permitido determinar que fue habitado desde hace casi 4.000 años por grupos de cazadores y recolectores de cierta tradición costera quienes a comienzo de nuestra Era dieron paso a nuevas oleadas de individuos, hábiles ceramistas, recolectores con uso creciente de técnicas agrícolas, ganaderos, semi - aldeanos que habitaron el lugar hasta el siglo VII d. C. aproximadamente.
- Petroglifos: En la superficie de las grandes rocas que conforman el lugar podrás ver gigantes petroglifos. El principal elemento decorativo de los dibujos es la figura humana que se encuentra generalmente en actitud de movimiento. Los rasgos faciales se advierten señalados con círculos y líneas para los ojos, narices y cejas; la boca no se dibuja.

Este conjunto de elementos ha permitido a los arqueólogos formular un estilo de arte rupestre, llamado el "Estilo Limarí".
- Pictografías: Las pictografías son de color rojo y se encuentran en escaso número.

Presentan una temática geométrica de líneas onduladas o quebradas, desvinculadas de las típicas figuras antropomorfas que se observan en los Petroglifos.
- Piedras Tacitas o Morteros: En una vegetación compuesta de arbustos pequeños, cactus y algunos árboles de escasos ramajes, se encuentran las Piedras Tacitas o Morteros.

Existen en gran variedad y abundancia; se presentan en tres tipos: Cupuliforme, Elipsoides y Cuadrangulares. Tienen un diámetro que varía entre 10 y 15 centímetros y la profundidad de la excavación oscila entre 4 y 8 cm. Por su ubicación se cree que son contemporáneas a los petroglifos y pictografías; se utilizaron durante la ocupación del Complejo Cultural El Molle.

### Plaza de Armas de Ovalle

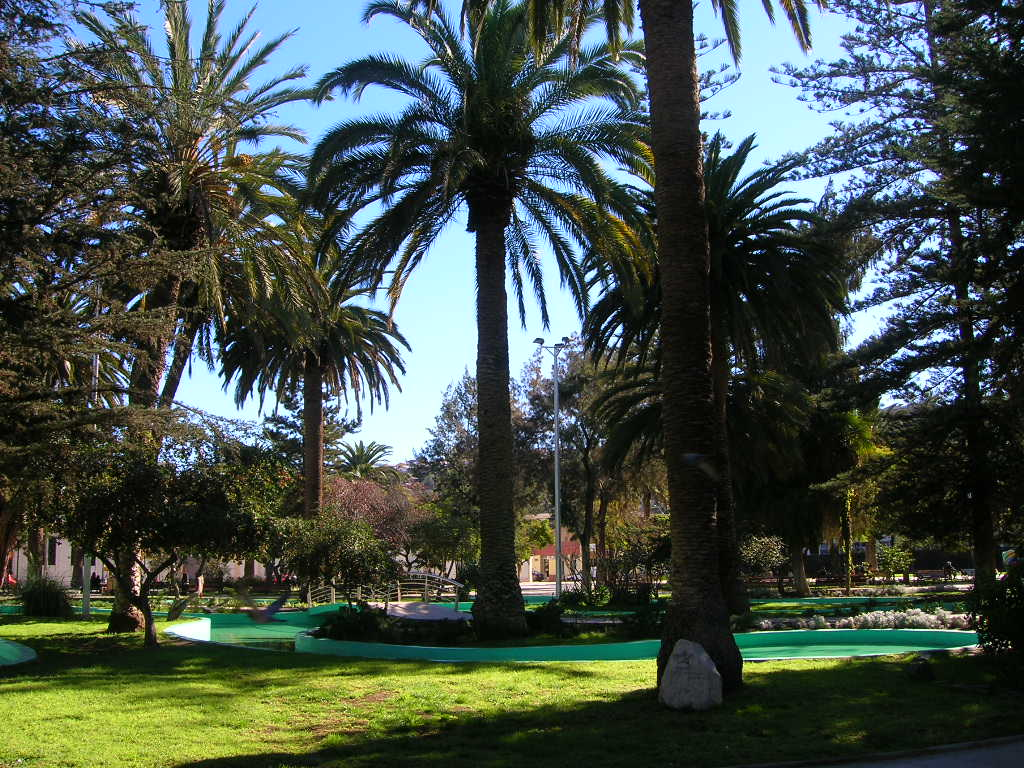
Plaza de Armas de Ovalle.

Ubicada en el corazón de la ciudad entre las calles Libertad, Vicuña Mackenna, Victoria y Miguel Aguirre. Su diseño corresponde al paisajista Gastón Cea y el llamativo espejo de agua, al arquitecto Marcelo Bachelet. Llama la atención variada flora que asemeja un parque botánico. Este principal paseo público es además centro de manifestaciones artísticas culturales. En ella se realizan las Ferias del Libro y muestra de artesanías, Fiesta de la Vendimia, mientras que cada domingo al mediodía es posible remontarse décadas en el tiempo escuchando las retretas musicales de la Banda Municipio.
Las especies arbóreas presentes son: Jacaranda (Jacaranda mimosifolia), Palma canaria (Phoenix canariensis), cedro del Líbano  (Cedrus libani),  causarina  (Casuarina equisetifolia),  araucaria de Norfolk (Araucaria heterophylla),  Acacia visco, falsa acacia (Robinia pseudoacacia),  Fresno (Fraxinus excelsior),  árbol del paraíso  (Melia azedarach),  mioporos (Myoporum laetum),  ligustro (Ligustrum lucidum),  Ligustrum chinecis,  grevillea (Grevillea robusta),  Pino radiata (Pinus radiata), Paulonia (Paulownia tomentosa), Ceibo (Erythrina umbrosa),  ciprés macrocarpa (Cupressus macrocarpa), peral del Japón (Brachychiton populneum), ciruelo en flor (Prunus cerasifera var.  Pissardii),  Acacia azul (Acacia saligna).

### Los Peñones
Lugar apto para disfrutar de un día de verano y participar en un día de Campin veraniego, la infraestructura ha sido mejorada y se ofrecen servicios de campin y asaderas, baños, estacionamientos y áreas verdes.
Es una buena alternativa para el verano ya que ofrece una mezcla entre las aguas del río Limarí, zonas de arenas y entretención familiar. También existen puestos de comida, donde se puede comprar artesanías y otros productos típicos de la zona. Otra cosa entretenida son los paseos a caballo y botes a pedal que se ofrecen en el Balneario Los Peñones y esto permite que los turistas puedan recorrer las aguas del río Limarí.

### Museo del Limarí
Fue fundamental en el desarrollo económico, cultural, social y deportivo de la ciudad en el siglo pasado. La Exestación de Ferrocarriles es hoy el Centro Cultural Municipal donde se encuentra la Biblioteca Pública de Ovalle, una sala de exposiciones y conferencias, y el más moderno Museo que posee la exposición de cerámica Diaguita más completa del país.
El Museo del Limarí fue creado por la Sociedad Arqueológica de Ovalle el 17 de septiembre de 1963, con el fin de conservar y exhibir objetos prehispánicos encontrados en Ovalle y sus inmediaciones. Con el correr de los años, esta Sociedad quiso dar una mayor proyección a la institución, lo que motivó su transferencia a la Dibam en 1978. Seis años más tarde, el museo tomó el nombre de Museo del Limarí, adquiriendo así un rol tutelar sobre el patrimonio arqueológico provincial. Posee cerca de 300 títulos con información básica relativa a la arqueología, antropología, etnografía, antropología e historia regional.
Cuenta con un archivo histórico que reúne documentos municipales y de la Gobernación de Ovalle. Asimismo y producto de los proyectos desarrollados en los últimos años, las colecciones Estadio Fiscal y Guillermo Durruty cuentan con su archivo documental, consistente en fichas de registro descriptivo, fichas clínicas de restauración y un archivo fotográfico que, con un promedio de cuatro vistas por pieza, posee un total aproximado de colecciones. Estas son: la Colección Guillermo Durruty, basada en el legado que dejó este afiche de 3.700 fotografías. Este archivo se encuentra digitalizado e impreso como catálogo para cada una de las colecciones.

### Desembocadura del río Limarí
El río al llegar al mar forma una laguna, en el contacto con el mar forma una verdadera piscina natural, aguas cristalinas y arena blanca, luego hay una playa de 750 metros aproximadamente que adornan doradas arenas y una agradable brisa marina.
En el río Limarí, tanto en sus riberas como la desembocadura, se pueden observar patos silvestres. El río es fuente de vida y la columna vertebral que sostiene y riega las tierras de Ovalle, haciendo posible el milagro de producir las más dulces frutas y las más apetitosas verduras las que ayer, eran las primeras en el país y que hoy son las primeras en todo el mundo.
Sus aguas bajan desde las altas cordilleras regando miles de hectáreas productoras de uva, verdes empastadas que crían animales, grandes invernaderos de tomates o flores y extensas plantaciones de pepino, pimentón, choclos y otros que cubren de color las tierras de Ovalle. Esta gran variedad de productos naturales han hecho conocido a Ovalle en Chile y el Mundo, es así como hoy las mesas de Argentina, Estados Unidos y Europa se deleitan con sus dulces frutas y frescas verduras.Otro de los milagros son los famosos” camarones del río Limarí”, uno de los más preciados platos que se ofrecen en los mejores restaurantes del país, su carne roja no logra ser igualada por otros crustáceos del país y del extranjero y según los conocedores de la buena mesa es el mejor de su género.
Después de un largo y productivo camino el río se abraza con el mar en una comunión que aún en su término sigue creando riquezas que son los peces y mariscos que recolectan los pescadores en las ricas costas de la desembocadura del río.En el sector sur se encuentra la caleta el toro que es la más conocida y donde el visitante puede observar grandes “conchales” producto del faenamiento de locos especialmente y de otros moluscos.Hacia el mar se encuentra una cueva legendaria, motivo de leyendas piratas.

### Termas de Socos
Están a 370 km desde Santiago y a 38 km de Ovalle en dirección suroeste junto a un estero que viene de Punitaqui y es el más cercano a la costa que existe en Chile.[cita requerida]
Las aguas del balneario destacan por ser bromosaturadas. Cuenta con un hotel y zonas de campin. La piscina termal está abierta con temperatura que bordea los 25 °C y baños termales de tina recomendados para la circulación, reumatismo y otras afecciones de la piel. En las inmediaciones destacan piedras arqueológicas y añosos árboles de distintas especies.

### La Cebada
La comunidad de La Cebada ubicada en el km 338 de la Ruta 5 norte, en el litoral suroeste proporciona un paisaje de pequeñas playas y un sitio ideal para el esparcimiento y la práctica de Senderismo y Mountain Bike, además es famosa por sus queso de cabra y la carne de caprino.

### Mercado Municipal de Ovalle
El Mercado Municipal de la ciudad de Ovalle, es uno de los recintos históricos que posee la comuna, convirtiéndose en un patrimonio turístico del Limarí, a una cuadra de la Plaza de Armas de Ovalle, siendo este un punto obligado de visitas de turistas y público en general, destacando la presencia de variada artesanía en madera, lapislázuli, combarbalita, productos típicos, jugos frescos y fruta de la temporada exclusivos de la zona.

### Iglesia San Vicente Ferrer
Sus comienzos se remontan al año 1824. Tras el terremoto que asoló la villa, su reconstrucción se inicia en noviembre de 1849 con la primera piedra y es inaugurada oficialmente el 22 de noviembre de 1888. En octubre de 1997, otro violento terremoto provocó grandes daños a la estructura del edificio, el cual debió ser restaurado. En el mes de mayo de 2002, con la presencia del nuncio apostólico en Chile, fue entregado nuevamente a la comunidad de Ovalle el reconstruido templo San Vicente Ferrer. Se ubica en calle Libertad N.º 260, frente a la plaza. La visión panorámica del templo contempla una altura de 48 metros, su torre de madera consta de dos cuerpos y un cono. Su reloj es obsequio de Don Rafael Errázuriz Urmeneta, está en funcionamiento desde el año 1888, y fue exhibido en París, Francia, en el año 1855. El altar es de madera de pino, imitación mármol de estilo Barroco Americano, y en él se encuentran las imágenes religiosas de San Vicente Ferrer "patrono de la parroquia" y de la Virgen del Carmen "patrona de Chile", y en la parte superior se ubican dos ángeles escoltando en el centro a Cristo crucificado.

### Santuario de El Niño Dios de Sotaquí

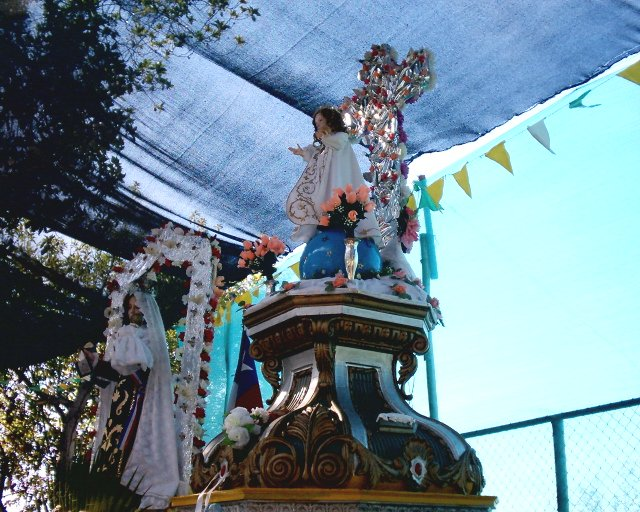
Imagen del Niño Dios de Sotaquí.

El santuario de El Niño Dios de Sotaquí, es el principal Santuario de Jesús en su santa infancia (en Chile), es la principal fiesta religiosa de la provincia del Limarí y la segunda de la región después de la de Nuestra Señora de Andacollo. El templo data de 1898, es de estilo corintio y se encuentra en remodelación debido al mal estado en que está. Las fiestas son dos: la fiesta grande se realiza el 6 de enero, si no cae día domingo, se realiza la semana siguiente, esta fiesta reúne a más de 75 mil peregrinos y una treintena de hermandades de bailes, entre ellos los famosos "chinos", "danzantes" y "turbantes". La fiesta chica se realiza el primer domingo de septiembre y, como su nombre lo indica, es igual a la grande pero más reducida.
La imagen del niño Dios mide 40 cm y representa a Jesús en su infancia. En su mano izquierda sostiene un mundo con la cruz salvadora, en su mano derecha da la bendición a sus fieles. La réplica de la imagen se encuentra en la localidad de Huallillinga y El Romeral (donde fue encontrada la imagen).

## Medios de comunicación

### Radioemisoras
FM
- 88.5 MHz - Encanto FM
- 88.9 MHz - Radio Nuevo Mundo
- 90.1 MHz - Radioactiva
- 90.7 MHz - Radio 7 FM
- 91.3 MHz - Radio Alegre
- 92.1 MHz - Radio Dulzura
- 92.7 MHz - Radio Pudahuel
- 93.1 MHz - Estación FM
- 93.7 MHz - Radio Comunicativa
- 94.3 MHz - Radio Ruta Norte
- 94.9 MHz - Radio Cooperativa
- 95.5 MHz - Radio Caribe
- 95.9 MHz - Radio San Bartolomé
- 96.7 MHz - Inicia Radio
- 97.3 MHz - Radio Corporación
- 98.1 MHz - ADN Radio Chile
- 98.9 MHz - Radio MEPP
- 99.7 MHz - Radio Caramelo
- 100.1 MHz - Radio 100.1
- 100.7 MHz - Radio Somos
- 101.1 MHz - Radio Bío-Bío
- 101.7 MHz - Radio Carnaval
- 102.3 MHz - Mi Radio La Serena
- 102.9 MHz - Radio América (sin emisión)
- 103.3 MHz - Radio 103.3 FM
- 104.3 MHz - FM Dos
- 104.7 MHz - El Conquistador FM
- 105.1 MHz - Corazón FM
- 106.5 MHz - Radio Carolina
- 107.1 MHz - Radio BBN
- 107.5 MHz - Radio El Redentor
- 107.9 MHz - Radio Fuego

AM
- 620 kHz - Radio Norte Verde
- 1480 kHz - Radio Comunicativa

### Televisión

#### TDT
- 5.1 - Canal 13 HD
- 5.2 - T13 En Vivo
- 8.1 - Chilevisión HD
- 8.2 - UChile TV
- 10.1 - TVN HD
- 10.2 - NTV
- 45.1 - América Televisión
- 45.2 - Radio América

#### Por cable
- 3 - Astro TV (Cable Color)
- 7 - Vive Elqui (VTR)

### Prensa escrita
Dentro de la prensa escrita, existe un periódico que se edita en la comuna: El Ovallino, que en la actualidad es editado por el diario El Día de La Serena. Otro periódico es el Semanario La Provincia, que está inspirado en el desaparecido diario del mismo nombre y donde alguna vez escribió poemas la famosa poetisa Gabriela Mistral.

## Deportes
La ciudad cuenta con tres clubes de fútbol, algo inusual en ciudades de las características en cuanto a tamaño y población de Ovalle. El club de fútbol más conocido de la ciudad es Deportes Ovalle. Fue fundado el 1 de enero de 1963 con el nombre de Ovalle Ferroviarios. Sus clásicos rivales son Deportes La Serena y Coquimbo Unido, los cuales pertenecen a la misma región. Representó a la zona por más de 40 años en el fútbol profesional chileno. Su principal logro fue llegar a la final de la Copa Chile 2008-09, tras lo cual perdió la final por 2-1 ante Universidad de Concepción.
Los otros dos clubes representantes de la comuna que también participan en torneos nacionales son: Provincial Ovalle, quien actualmente milita en Segunda División,  y CSD Ovalle que compite en Tercera División B.
| Equipo            | División           | Fundación                                                               | Estadio  |
| ----------------- | ------------------ | ----------------------------------------------------------------------- | -------- |
| Provincial Ovalle | Segunda División   | 1 de junio de 1942 (83 años) como C.D. Socos                            | Diaguita |
| Deportes Ovalle   | Receso             | 1 de enero de 1963 (62 años) como C.D. Ovalle Ferroviarios              | Diaguita |
| Municipal Ovalle  | Tercera División B | 2 de diciembre de 2016 (8 años) oficialmente llamado como C.S.D. Ovalle | Diaguita |

## Ciudades hermanas
- Almería, España